# Eça de Queiroz
Eça de Queiroz, all'anagrafe José Maria Eça de Queirós (Póvoa de Varzim, 25 novembre 1845 – Neuilly-sur-Seine, 16 agosto 1900), è stato un giornalista, diplomatico e scrittore portoghese.

## Biografia
Nato nel centro di Póvoa de Varzim, Praça do Almada, figlio illegittimo di un magistrato, trascorse la prima parte dell'infanzia (1845-1851) presso la sua balia, a Vila do Conde. La lontananza dai genitori contribuì in parte alla formazione del suo carattere, dandy e talvolta snob, ma anche tenero con i bambini. Frequentò le scuole inizialmente a Porto, fino alle medie, per poi trasferirsi a Coimbra, con lo scopo di conseguire la laurea in legge; proprio l'ambiente di Coimbra influenzerà l'opera dello scrittore e vi comparirà più volte. Una volta ottenuta la laurea, si trasferì a Lisbona per seguire il padre; nel 1866 iniziò la sua prima collaborazione letteraria, scrivendo per la Gazeta de Portugal. Aderì al "Movimento dissidente di Coimbra", più tardi conosciuto come Generazione del 70, alla cui guida stavano Teófilo Braga, Antero de Quental e Oliveira Martins: alla base di questo movimento vi era il desiderio di rinnovare la cultura portoghese, troppo ancorata allo stile di António Feliciano de Castilho e ferma da anni nel convenzionalismo.
 Eça si unì al movimento nell'ambito di una serie di sperimentazioni, che lo portò a tentare diversi mestieri e svariate attività, quasi tutte per breve tempo e lestamente rimpiazzate da altre. Dal suo desiderio d'essere giornalista nacque un'altra esperienza: fu cofondatore di un settimanale a Évora. La testata venne chiamata O distrito de Évora ed era compilata quasi interamente dallo stesso Eça, che si stancò presto dell'atmosfera della provincia e fece ritorno a Lisbona, dove intraprese l'avvocatura in uno studio proprio. Ancora una volta, Eça sentì il bisogno di cambiare attività, e dopo pochi anni di professione forense si dedicò ad altri incarichi, d'àmbito amministrativo, a Leiria. Nel 1872 divenne console e visse a L'Avana, Newcastle e Bristol, per poi giungere a Parigi dove morì, malato di tubercolosi, nel 1900. Benché quando lo scrittore era in vita il suo cognome fosse scritto Queiroz, e come tale era riportato sulle copertine dei suoi libri, in seguito alle riforme ortografiche applicate alla lingua portoghese la grafia è cambiata: da Queiroz a Queirós.
Massone, fu membro del Grande Oriente Lusitano.
L'autore Afonso Reis Cabral è suo trisnipote.

## Temi e stile
Massimo esponente del realismo portoghese, ha innovato profondamente la lingua portandola agli esiti attuali. Grande viaggiatore, ha composto all'estero la maggior parte della sua opera anche se con un occhio costantemente attento alla realtà portoghese di cui è anche un profondo critico.
La produzione letteraria di Eça De Queirós non si riduce ai romanzi, come Il cugino Basilio (1878), di impronta veristica, La colpa di don Amaro, I Maia, L'illustre casata Ramires, La capitale (1880), di gusto satirico e umoristico, e La reliquia (1887), fortemente influenzato da Memorie di Giuda di Ferdinando Petruccelli della Gattina (da alcuni considerato un vero e proprio plagio), ma comprende anche molti racconti, come Il Mandarino (1880), che sono spesso esperimenti che costituiscono un laboratorio di nuovi romanzi.
Tra gli impegni più rilevanti dell'autore vi fu il progetto di redigere una serie di dodici romanzi definiti come "Scene della vita portoghese", da Lisbona a Porto, dalla provincia, ai professionisti, ai commercianti, agli uomini politici, agli avventurieri, ai nobili, alle prostitute, ai banchieri; quindi una completa galleria di tipi sociali avrebbe dovuto apparire in questi racconti, per fornire al lettore un quadro completo della vita contemporanea portoghese.
Eça preparò i titoli delle dodici opere: il primo sarebbe risultato La Capitale e l'ultimo I Maia, e dopo tre anni di lavoro quello che avrebbe dovuto essere un breve racconto divenne invece un volume di seicento pagine. Il suo romanzo, che si occupava prevalentemente della vita letteraria di Lisbona, dai giornalisti agli artisti, suscitò scalpore e scandalo, al punto da attendere cinquant'anni prima di pubblicarlo.
Negli anni seguenti Eça si impegnò nella stesura de I Maia, dove tracciò un quadro di Lisbona un po' meno crudo rispetto all'opera precedente. Grazie al suo estro ricco di fantasia, impregnata di un gusto romantico, l'autore mise in ridicolo l'ambiente e la società contemporanea partendo dallo spunto di una storia di un incesto avvenuto tra i due protagonisti.
Pur seguendo nelle sue opere la linea tradizionale del romanzo dell'Ottocento, basata sull'intreccio e sui dialoghi efficaci, su una galleria di tipi e di caratteri descritti con acume e profondità di analisi, non mancano spunti originali, sinceri ed autentici che rendono ancor più gradevole l'intreccio.

## Opere
- O mistério da estrada de Sintra (1870, it. : Il mistero della strada di Cintra , Palermo, Sellerio, 2000).
- La colpa di don Amaro (O Crime do Padre Amaro, 1875; 3ed. rev. e ampl. : 1880); trad. La colpa del prete Amaro, Milano, Mondadori, 1971.
- A Tragédia da Rua das Flores (1877-78)
- O Primo Basílio (1878, it.: Il cugino Basilio, Milano, Mondadori, 1952).
- O Mandarim (1880, it.: Il Mandarino, Firenze, Passigli, 2004)
- As Minas de Salomão (1885)
- A Relíquia (1887, it.: La reliquia, Roma, Lucarini, 1988).
- I Maia (Os Maias, 1888 , tr. : Milano Fabbri, 2000).
- Uma Campanha Alegre (1890-91)
- O Tesouro (1893)
- A Aia (1894)
- Adão e Eva no paraíso (1897)
- Correspondência de Fradique Mendes (1900, it. : La corrispondenza di Fradique Mendes , Reggio Emilia, Diabasis, 2009)
- A Ilustre Casa de Ramires (1900, it.: L'illustre casata dei Ramires,Firenze, Casini, 1987)
- A Cidade e as Serras (1901, it.: La città e le montagne, Verbania, Tarara', 1999).
- Contos (1902, it.: Racconti, Milano, BUR, 2009).
- Prosas bárbaras (1903, it. Prose barbare)
- Cartas de Inglaterra (1905, it. Lettere dall'Inghilterra)
- Ecos de Paris (1905, it. Echi di Parigi)
- Cartas familiares e bilhetes de Paris (1907, it. Lettere familiari e biglietti da Parigi)
- Notas contemporâneas (1909, it. Note contemporanee)
- Últimas páginas (1912, it. Ultime pagine)
- A Capital (1925, it.: La Capitale, Firenze, Casini, 1987).
- O conde de Abranhos (1925, it.: Il conte di Abranhos. Cava de' Tirreni,Avagliano, 2004)
- Alves & Companhia (1925, it.: Alves & C., Palermo, Sellerio, 2000).
- Correspondência (1925, it. Corrispondenza)
- O Egipto (1926, it.: Egitto. Appunti di viaggio, Bracciano, Tuga Edizioni, 2021 - ISBN 978-88-99321-36-9. Trad. Federico Giannattasio)
- Cartas inéditas de Fradique Mendes (1929, it. Lettere inedite di Fradique Mendes)
- Eça de Queirós entre os seus - Cartas íntimas (1949).
- Um genio que era um santo (1869)